# Corey Stapleton

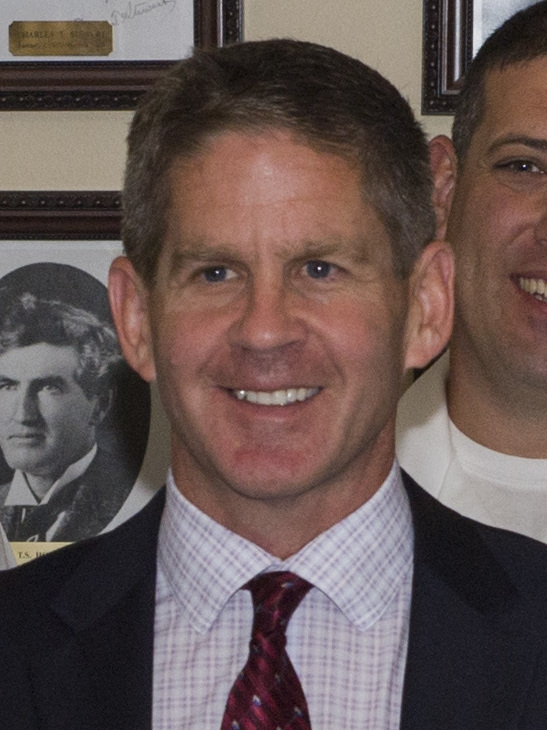
Corey Stapleton, 2017

Corey Stapleton (* 17. September 1967 in Seattle, Washington) ist ein US-amerikanischer Politiker und Mitglied der Republikanischen Partei. Stapleton hat im November 2022 seine Kandidatur für die Präsidentschaftswahl in den Vereinigten Staaten 2024 bekannt gegeben.